# Qenan Toro
Qenan Toro (ur. 30 grudnia 1925 w Tiranie, zm. 1 grudnia 1989 w Tiranie) – albański aktor i reżyser.

## Życiorys
W 1949 podjął pracę w banku, gdzie zwracał na siebie uwagę głosem o osobliwej barwie. Za namową jednego z twórców Teatru Ludowego w 1950 Toro rozpoczął pracę na scenie. Zadebiutował w komedii Vajza nga fshati (Dziewczyna ze wsi) Fatmira Gjaty. Uczył się jednocześnie w szkole artystycznej Jordan Misja. W teatrze grywał początkowo role drugoplanowe, zanim w 1954 wystąpił w roli sekretarza partii w komedii Dziewczyna ze wsi. Momentem przełomowym w jego karierze artystycznej był rok 1954, kiedy wystąpił w czterech przedstawieniach, grając m.in. główną rolę w inscenizacji Hamleta. W teatrze zagrał ponad 80 ról. Występował także w stołecznym Teatrze Kukiełkowym i w Radiu Tirana, sporadycznie zajmował się także reżyserią teatralną. W 1988 przeszedł na emeryturę i wkrótce potem zmarł.
Na dużym ekranie zadebiutował w 1961 niewielką rolą prowokatora w filmie Debatik. Potem zagrał jeszcze w dwóch filmach fabularnych.

## Role filmowe
- 1961: Debatik jako prowokator
- 1964: Toka jone
- 1988: Shpresa jako ojciec Piro